# Biblioteca Jorge Roa Martínez
La Biblioteca Jorge Roa Martínez es la biblioteca en la cual se deposita, acopia, preserva y difunde el patrimonio bibliográfico de la Universidad Tecnológica de Pereira, está manejada por un director, adscrito a la Vicerrectoría Académica de esta Universidad. Además, está encargada de promover y facilitar el acceso a la información en todos los campos del saber y la cultura, para fortalecer las actividades de investigación, docencia y extensión de la Institución, adecuada con excelentes recursos tecnológicos. Conjuntamente, cuenta con espacios y áreas en los que promueve actividades bibliográficas, artísticas y culturales. 
La Bibliotecas está conformada por la Biblioteca Central, una biblioteca satélite ubicada en la facultad de medicina y seis centros de documentación, ubicados en varias facultades y departamentos de la institución.

## Sub-Bibliotecas
- Biblioteca Central
- Biblioteca Medicina
- Centro de Documentación Facultad de Ciencias Ambiéntales
- Centro de Documentación Departamento de Matemáticas
- Centro de Documentación Edificio de Ingeniería Eléctrica
- Centro de Documentación Edificio de Ingeniería Industrial
- Centro de Documentación Escuela de Química
- Centro de Documentación Secretaria General

## Colecciones
- Tesis
- General
- Reserva
- Hemeroteca
- Referencia
- Videos
- Folletos
- CDR